# Manoël de Grandfort
Manoël de Grandfort, née à Casteljaloux (Lot-et-Garonne) le 6 mai 1829 et morte à Ville d'Avray le 28 juin 1904, est une femme de lettres française. Il s'agit du nom de plume principal de Marie Antoinette Barsalou, veuve Laspeyres (désignation d'état-civil) : elle a signé ses textes Manoël de Grandfort, Mme Manoël de Grandfort, Mme de Grandfort, mais elle a utilisé aussi d'autres pseudonymes comme Marie Fontenay ou Ryno. En 1852, elle part à la Nouvelle-Orléans avec son compagnon de l'époque Barrousse qui y décède peu après. Elle s'y marie en 1854 avec Manoël De Grandfort d'où son nom d'écrivaine. Elle s'est fait connaître en publiant en 1855 à son retour de Louisiane un portrait acide de l'Amérique (L'Autre monde) avant d'écrire dans différents journaux et de publier quelques romans sentimentaux et mondains comme Ryno en 1862. Très active dans le milieu littéraire et dans les salons d'artistes, elle est la mère de Jeanne Marnière, elle-même femme de lettres.

## Biographie
Née Marie Barsalou à Casteljaloux (Lot-et-Garonne) le 6 mai 1829 elle est élevée dans « une bonne famille agenaise ». Elle reçoit une bonne formation littéraire et épouse l'avocat Mézinais Édouard Laspeyres le 7 février 1847 dont elle a une fille Marie Emmy qui naît au domicile du couple à Notines (Fourcès, Gers) le 26 novembre. Après s'être séparée de son mari, elle réapparaît le 18 août 1851 à Toulouse où elle donne naissance à sa seconde fille Jeanne, sous le nom d'emprunt de Marie Bijou. Le père de l'enfant est Prosper Barrousse, né en 1813, publiciste d'origine ariégeoise qui a vécu en Louisiane mais qui est revenu à Toulouse où il a participé aux journées révolutionnaires de février 1848, a été brièvement préfet du Gers du 5 mai 1848 au 3 juin 1848, puis fondateur du journal La Civilisation dans lequel sa compagne écrit sous le pseudonyme de Marie Bijou. Vers la fin de 1852 (il publie encore un article dans Le Journal de Toulouse le 17 juillet 1852), il retourne à La Nouvelle-Orléans avec sa compagne. Il y décède de la fièvre jeune le 6 octobre 1853, peu après avoir été naturalisé américain. 
Restée seule avec ses deux filles, Marie épouse à La Nouvelle-Orléans Manoël de Grandfort le 25 janvier 1854, ce qui la met en situation de bigamie, puisque son époux légitime Laspeyres ne décède à Notines qu'en 1860. La notice de E. Larocque Tinker dit seulement que, peu après leur mariage, « M. et Mme De Grandfort quittaient La Nouvelle Orléans » .
Alors que le nouveau couple accomplit un périple de La Nouvelle-Orléans à Québec par le Mississippi et New-York, le "faux" mari Manoël de Grandfort décède, dans des circonstances inconnues. Rentrée en France en 1855, Marie publie, grâce à la protection d’Émile de Girardin, l'Autre Monde, récit de son voyage aux États-Unis, sous le pseudonyme de Marie Fontenay. Grâce au succès de cette première description des États-Unis rapportée par une femme, Marie fait son entrée dans le monde littéraire et accède à la célébrité, sous le pseudonyme de Manoël de Grandfort emprunté à son mari en bigamie, décédé.
Après avoir publié une dizaine de romans, puis parcouru la côte d'Azur, l'Italie et vécu en Suisse, elle partage sa vie, à partir des années 1880, avec Émile Goudeau, poète et publiciste de vingt ans son cadet. Elle a beaucoup fréquenté les salons qui réunissaient artistes, écrivains et hommes politiques comme celui de de Nina de Villars qui lui laissera à sa mort une rente viagère.
Marie Laspeyres née Barsalou connue sous le pseudonyme de Manoël de Grandfort décède à Ville d'Avray le 28 juin 1904 à 75 ans d'« une longue maladie de cœur ».
Son œuvre littéraire a été assez abondante et a rencontré le succès (plusieurs de ses livres ont été réédités) : on a salué en Manoël de Grandfort « l'ironiste de nos travers mondains » et la femme de lettres « spirituelle sans méchanceté, mordante sans aigreur ». Cette œuvre est plutôt considérée aujourd'hui comme mineure.

## Œuvre
On découvre l'auteur sous le pseudonyme de Marie Fontenay à la parution de L'Autre monde en 1855 (nouvelle édition à Paris en 1857 signée Mme Manoël de Grandfort, édition en français à New-York en 1855, signée Marie de Fontenay avec le sous-titre Mme Manoël de Grandfort et traduction anglaise à La Nouvelle-Orléans en 1855). La présentation de l'éditeur français est la suivante : « Madame Marie Fontenay revient des États-Unis. Rien de plus curieux que le livre qu'elle en rapporte : mœurs, religions, politique, tout a trouvé place dans ces pages élégantes » et le regard critique de l'auteur sur l'Amérique retient l'attention.
L'auteur fictionnalise son expérience de l'Amérique avec des chapitres critiques sur New-York et le Canada qu'elle valorise par comparaison.
On a voulu voir dans ce récit une oeuvre féministe et antiesclavagiste. C'est un absolu contresens: dans l'Autre Monde, Marie de Grandfort s'affirme au contraire violemment opposée aussi bien aux antiesclavagistes proches de La case de l'oncle Tom (cité dans le texte) qu'aux premières féministes américaines blooméristes largement décrites et décriées elles aussi. Des citations de blooméristes ou d'antiesclavagistes contenues dans le texte ont servi à laisser croire que l'auteur partage ces positions, alors qu'elle s'en défend longuement et vigoureusement. Par contre le grand intérêt de ce texte est de prévoir, avec 6 ans d'avance, la guerre de Sécession. 
Ses romans qui ponctuent les décennies suivantes relèvent du genre sentimental et féminin dans un cadre mondain : ils n'ont guère marqué l'histoire littéraire mais ont rencontré le succès à leur époque. 
Ce n'est que plus tard, vers la fin de sa vie, que devenue journaliste dans le fameux journal exclusivement réalisé par des Femmes La Fronde (1898-1903) Manoël de Grandfort devient et s'affirme féministe. 
Titres
- Madame n'est pas chez elle (1856)
- Comment on s'aime lorsqu'on ne s'aime plus (1858)
- Ryno (1862) « L'âme a, comme le corps, ses défaillances, ses fièvres, ses maladies, sa convalescence. » « L'amour devrait être l'étoffe sérieuse sur laquelle on broderait sa vie. »
- L'Amour aux champs (1864)
- Le mari de Lucie (1877)
- Confessions féminines (1886)
- La cousine d'André (1886)
- Pour être riche (1888)
- Les franches fileuses (1889) – Dialogue « Études d'un modernisme aigu où la satire se voile de pitié pour l’inconscience de tant de femmes désorbitées et un peu affolées par la vie fiévreuse de ce temps »[1]
- Jacques Saurel ; Première aventure ; Mariage d'amour (1889)
- Fin de siècle. (1893)
- Comme autrefois (1894)
- Collaboration à de nombreux journaux comme La Vie Parisienne, Gil Blas, Paris-Journal, La Presse, La Fronde…

Voir liste Bnf data 
et Wikisource .